# マインドスポーツオリンピアード

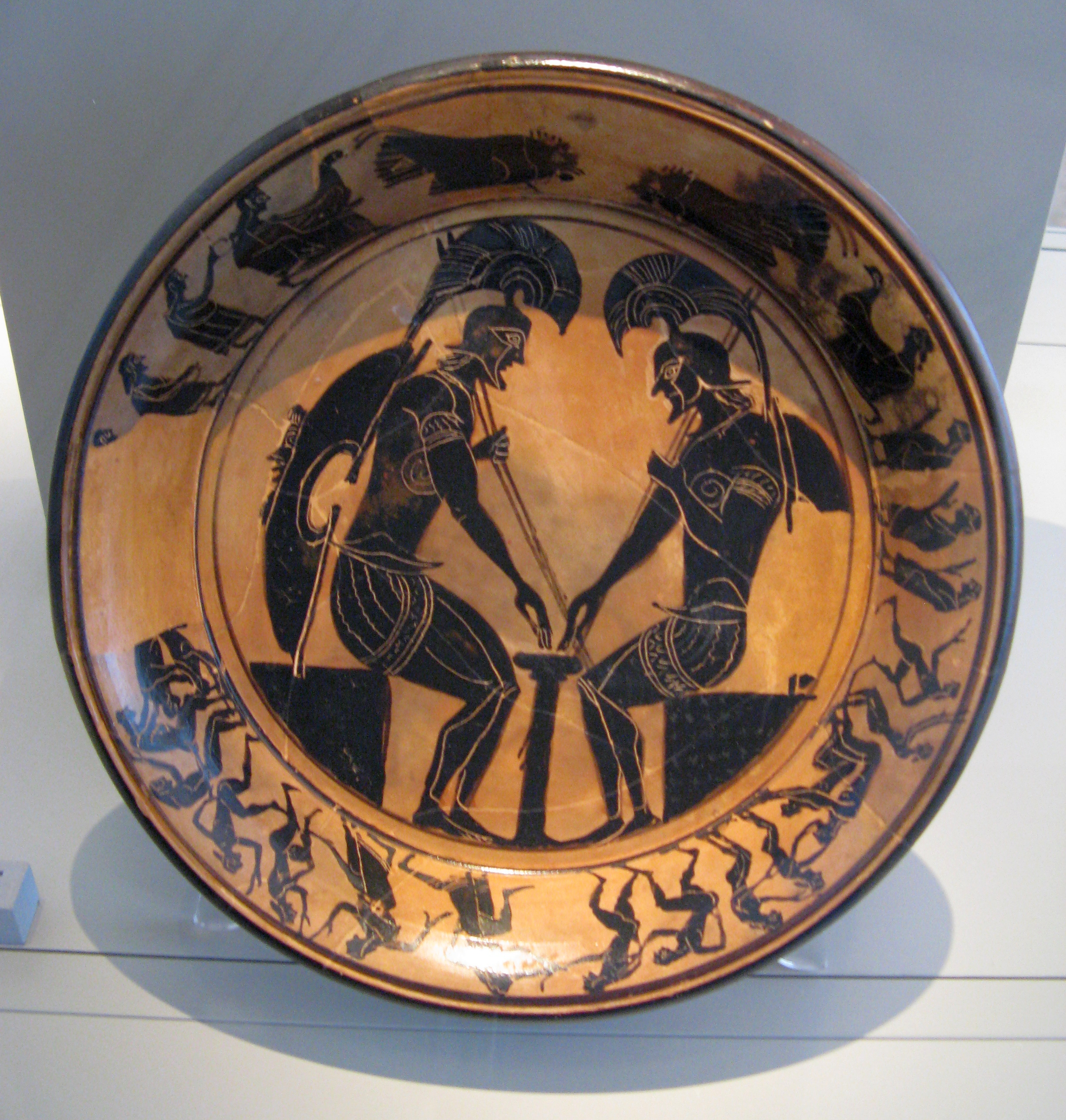
ボードゲームをする古代ギリシャの重装歩兵。

マインドスポーツオリンピアード（英：Mind Sports Olympiad）とは、毎年8月ごろにイギリスで開催されるマインドスポーツの総合競技大会である。チェス選手のデービッド・レビーによって創設され、1997年にロンドンで第1回大会が開催された。主催はMind Sports Organisation Worldwide Ltd. (MSOW)。

## 主な実施競技
| - アバロン - アクワイア - Azacru - バックギャモン - Boku - カルカソンヌ - チェス - シャンチー - Connections - Continuo - コントラクトブリッジ - Creative Thinking - クリベッジ - Decamentathlon - ディプロマシー |  | - ドミノ - チェッカー - エントロピー - 囲碁 - ラインズ・オブ・アクション - ロスト・シティーズ - マスターマインド - 暗算 - Nubble! - リバーシ - オワリ - Pacru - ポーカー - ラミーキューブ - スクラブル |  | - カタンの開拓者たち - スカート - ストラテゴ - Togyzkumalak - Triolet - ツイクスト |

## DecamentathlonとPentamind
マインドスポーツの総合力を競う競技としてDecamentathlonとPentamindという競技を開催している。Pentamindは、マインドスポーツオリンピアードで開催される競技のうち、各選手の得意とする5種目の成績を点数化してその合計点で争われる。Decamentathlonは、マインドスポーツオリンピアードの定めた十種の代表的なマインドスポーツ競技の合計点で争われる。Decamentathlonの実施種目は、当初チェス、ドラフツ（チェッカー）、囲碁、リバーシ、コントラクトブリッジ、マスターマインド、クリエイティブシンキング、メモリースポーツ、暗算、インテリジェンス（IQテスト）の10種目だったが、2008年からはコントラクトブリッジに代わってバックギャモンが追加された。